# حسين الحضري
حسين علي فارح الحضري هو لاعب كرة قدم عماني يلعب لنادي ظفار في دوري المحترفين العماني، ويلعب أيضاً في الفريق الوطني لكرة قدم العمانية، كان جزءا من الفريق الفائز في كأس الخليج عام 2009 وكذلك الأمم كأس آسيا 2011.

## روابط خارجية
- حسين الحضري على موقع الاتحاد الدولي (مؤرشف)  (الإنجليزية)
- حسين الحضري على موقع قاعدة بيانات كرة القدم.إي يو (الإنجليزية)
- حسين الحضري على موقع ناشيونال فوتبول تيمز (الإنجليزية)
- حسين الحضري على موقع Soccerway.com (الإنجليزية)
- حسين الحضري على موقع كووورة